# Thektogaster lasiochlamis
Thektogaster lasiochlamis är en stekelart som beskrevs av Huang 1990. Thektogaster lasiochlamis ingår i släktet Thektogaster och familjen puppglanssteklar. Inga underarter finns listade i Catalogue of Life.